# Luciano Biondini

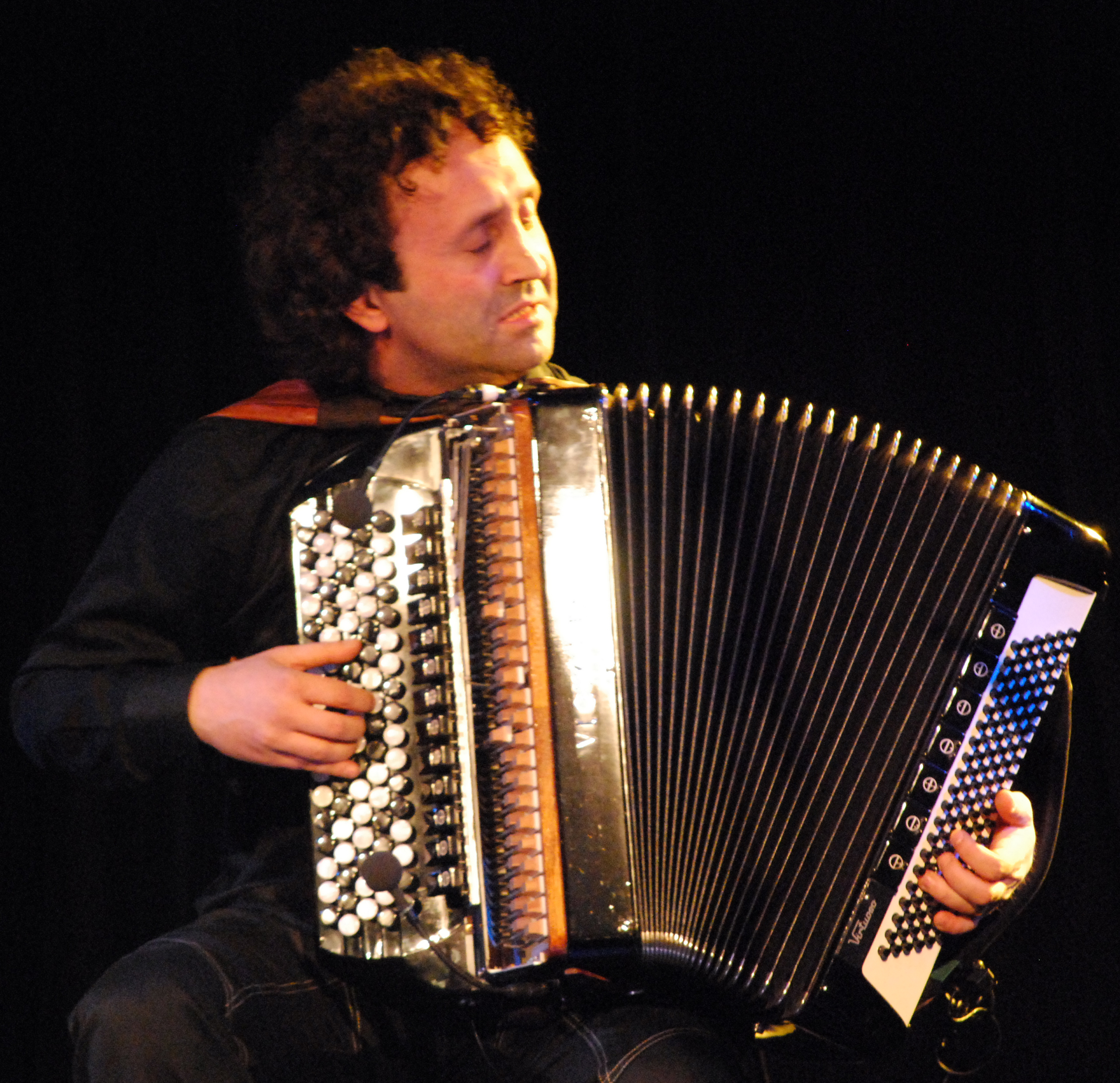
Luciano Biondini, tijdens een concert met Michel Godard en Ernst Reijseger, in 2009

Luciano Biondini (Spoleto, 1971) is een Italiaanse jazz- en volksmuziek-accordeonist.
Bionidini begon op zijn tiende klassiek accordeon te spelen. Rond 1994 ging hij zich op de jazz richten. Hij speelde onder meer met Rabih Abou-Khalil, Dave Bargeron, Michel Godard, Lucas Niggli, Battista Lena, Gabriele Mirabassi, Enrico Rava, Tony Scott, Roberto Ottaviano, Maarten van der Grinten, Martin Classen en Enzo Pietopaoli op.Hij treedt regelmatig in een duo op met de Argentijnse saxofonist en klarinettist Javier Girotto.

## Discografie (selectie)
- Terra Madre (met Javier Girotto), Enja Records, 2005
- Prima del Cuore, Enja, 2007